# Olivier Blanc
Pour les articles homonymes, voir Blanc (homonymie).
Charles-Olivier, dit Olivier Blanc, né le 11 janvier 1951 à Montivilliers, est un historien et conférencier français.

## Biographie
Ancien élève au lycée François-Ier du Havre et de la faculté de droit (1969) puis des lettres de l’université de Rouen à Mont-Saint-Aignan, ancien journaliste, il a consacré, dès 1977, ses recherches à l’étude d’archives du XVIIIe siècle, particulièrement de la Révolution française. Il a mis au jour et publié un grand nombre de documents inédits comme des lettres d’adieu de condamnés à mort de la Terreur. Ses recherches sur l’influence et le renseignement tendent à redéfinir la réalité du travail de diplomate sous la Révolution française, et notamment l’espionnage entre puissances européennes.

## Domaines de recherche
Le premier ouvrage important d’Olivier Blanc est une biographie d’Olympe de Gouges parue en 1981, qui participe de l'entreprise de réhabilitation de cette révolutionnaire qui donna une visibilité à l'engagement politique au féminin, militante de l’abolition de l'esclavage et qui, proche des Girondins, fut victime de la Terreur.
En 1984, il publie un recueil de lettres ultimes écrites par des condamnés à la guillotine à Paris entre 1793 et 1797. Sous le titre La Dernière Lettre, prisons et condamnés de la Révolution, cet essai construit à partir des archives dites de Fouquier-Tinville témoigne des mentalités du temps et peut être vu comme un réquisitoire contre les violences de la Révolution française. Traduit en une dizaine de langues, il a fait l'objet de nombreuses recensions tant dans la presse française que dans la presse étrangère.
Ses autres travaux se concentrent également sur les archives de la fin du XVIIIe siècle, de la Révolution et du Premier Empire. Les Hommes de Londres (1989) s'appuie sur un corpus de documents, notamment les archives Carnot, pour expliciter la thèse de la duplicité de figures de la Révolution, comme le général Santerre ou Bertrand Barère, membre du comité de salut public. Dans la même thématique, La Corruption sous la Terreur (1992) et « Les Espions du Comité de salut public » (dans Les Espions de la Révolution et de l'Empire, 1995) veulent s'inscrire dans la suite des recherches menées sur le sujet par l'historien Arnaud de Lestapis, soulignent l’influence des affrontements entre factions sur le développement de la Terreur, et essaient de relativiser la thèse des « sévérités nécessaires » dans leur rapport exclusif à la guerre. Olivier Blanc revendique également une continuité avec les travaux d'Albert Mathiez, qui avait esquissé en son temps la question des rivalités internes au sein des comités et leur poids relatif dans l'histoire de la Terreur.
D'autres ouvrages (Les Libertines (1997) et L'Amour à Paris sous Louis XVI (2003) se concentrent sur la société et les mentalités, comme le libertinage ou les biographies de personnalités du XVIIIe et du début du XIXe siècle.
Le travail d'Olivier Blanc s'effectue essentiellement à partir de documents issus des Archives nationales, des archives du quai d'Orsay, des archives de Paris, mais aussi dans les fonds privés et à l’étranger. Sa recherche tend à interpréter les causes de la Terreur à travers le prisme des rivalités politiques au sein des comités de gouvernement, en soulignant l'implication de Bertrand Barère dans le développement de ces rivalités et les liens que ce conventionnel aurait entretenu avec des agents d'influence et espions du gouvernement britannique, au rôle censément déterminant. 

## Télévision
En tant qu'historien, il a collaboré à l'émission Secrets d'Histoire, intitulée Les femmes de la Révolution diffusée le 12 juillet 2016 sur France 2.

## Publications

### Ouvrages
- Olympe de Gouges (avec une préface de Claude Manceron), Éditions Syros, Paris, 1981, 238 p.,  (ISBN 2-901968-54-6), (BNF 36600791).Traduit en allemand et en japonais.
  - Réédition, revue et augmentée, sous le titre « Olympe de Gouges : une femme de libertés » : coédition Syros et Alternatives, Paris, 1989, 236 p. + 8 p. de planches illustrées,  (ISBN 2-86738-415-X), (BNF 35419049).
- La Dernière Lettre, prisons et condamnés de la Révolution, préface de Michel Vovelle, Robert Laffont, 1984 & Collection Pluriel 1986 (avec critiques et commentaires).Traduit en allemand, italien, hollandais, japonais, anglais, etc.
- Madame de Bonneuil : femme galante et agent secret, 1748-1829 (avec une préface de Jacques Godechot), Éditions Robert Laffont, coll. « Les Hommes et l’histoire », Paris, 1987, 285 p. + 8 p. de planches illustrées,  (ISBN 2-221-04595-5), (BNF 36629926).
- Les Hommes de Londres, histoire secrète de la Terreur, Éditions Albin Michel, Paris, 1989, 253 p. + 8 p. de planches illustrées,  (ISBN 2-226-03688-1), (BNF 36636481).Voir le compte rendu de Antoine Boulant paru dans la Revue d’histoire diplomatique, 104e année, 1990, p.181-182 : « L’ouvrage d’Olivier Blanc se termine par des annexes d’un grand intérêt, de nombreuses notes de références et un index. Il nous confirme en apportant de nouveaux renseignements que l’activité des agents anglais en France fut bel et bien réelle, et qu’elle toucha les milieux les plus élevés. D’aucuns contesteront sans doute la signification donnée par Olivier Blanc à la Terreur et continueront après Soboul à voir en elle un "instrument de défense nationale". Ne doutons pas cependant de la place essentielle tenue désormais par cet ouvrage dans l’historiographie de la Révolution comme dans celle de la diplomatie moderne. »
- La corruption sous la Terreur, Paris, Robert Laffont, coll. « Les hommes et l'histoire », 1992, 238 p. (ISBN 2-221-06910-2, BNF 36659183, présentation en ligne).
- Les Espions de la Révolution et de l’Empire, Éditions Perrin, Paris, 1995, 371 p.,  (ISBN 2-262-01116-8), (BNF 36686644), présentation en ligneVoir François Crouzet, « L’aventure des espions de 1789 à 1810 », Le Figaro, jeudi 18 février 1996 : « le livre d’Olivier blanc apporte une foule de révélations passionnantes sur le dessous des cartes, de Valmy à Waterloo… »
- Les Libertines : plaisir et liberté au temps des Lumières, Éditions Perrin, Paris, 1997, 277 p.,  (ISBN 2-262-01182-6), (BNF 35865169)Ouvrage couronné par le prix Thiers de l’Académie française. Traduit en allemand.
- L’Amour à Paris au temps de Louis XVI, Éditions Perrin, coll. « Pour l’histoire », Paris, 2002, 355 p. + 8 p. de planches illustrées,  (ISBN 2-262-01716-6), (BNF 38807220)Également traduit en italien et en letton.
- L’Éminence grise de Napoléon : Regnaud de Saint-Jean d’Angély, Éditions Pygmalion, Paris, 2002, 331 p. + 8 p. de planches illustrées,  (ISBN 2-85704-782-7), (BNF 38896521).
- Marie-Olympe de Gouges : une humaniste à la fin du XVIIIe siècle, Éditions René Viénet, Belaye, 2003, 270 p.,  (ISBN 2-84983-000-3), (BNF 39141430).
- Portraits de femmes : artistes et modèles à l’époque de Marie-Antoinette, Éditions Didier Carpentier, coll. « Patrimoine », Paris, 2006, 348 p.,  (ISBN 2-84167-438-X), (BNF 40238288).

### En collaboration
- L’État de la France pendant la Révolution (1789-1799), ouvrage collectif sous la direction de Michel Vovelle, Éditions de la Découverte, Paris, 1989, (« Tribunaux et prisons » p. 200-203; « La Terreur », Ibid., p. 219-220 ; « La guillotine, une mort propre », Ibid., p. 220-222.)
- Mélanges Michel Vovelle, Paris, Société des études robespierristes, 1997 (« Aux origines du 9 thermidor », p. 261-270).
- Hôtels particuliers de Paris (texte d’Olivier Blanc, photographies de Joachim Bonnemaison), Éditions P. Terrail, Paris, 1998, 207 p.,  (ISBN 2-87939-148-2), (BNF 36703747)
- Études sur l’histoire du renseignement, ouvrage collectif sous la direction du Professeur Maurice Vaïsse, Lavauzelle, 1998.
- La Démocratie « à la française » ou les femmes indésirables, ouvrage collectif sous la direction d’Éliane Viennot ; CEDREF/Université Paris 7, Denis Diderot, 1996. (« Féminisme et politique : l’exemple d’Olympe de Gouges, 1789-1793 », p. 159-166)  (ISBN 2 7442 0002 6)

### Articles
- « Les indics de la Révolution », L’Histoire, no 62, 1981.
- « Enquête sur le vol des diamants de la couronne », L’Histoire, no 75, 1983.
- « La Terreur », Le Monde de la Révolution, octobre 1989.
- « La Révolution contre l’Église : la déchirure », Historama, juillet 1990, p. 10-16.
- « Les "affaires" des Jacobins : des corrompus contre l’Incorruptible », Historama, no 32, mai 1993.
- « Résistances à la Révolution, l’influence des femmes », Les femmes et la Révolution française, actes du colloque international d’avril 1989, Université de Toulouse le Mirail, Presses universitaires du Mirail, 1989.
- « Les maisons de santé sous la Terreur », La Cité, Société historique et archéologique des IIIe, IVe et XIe arrondissements de Paris. Nouvelle série, no 12, décembre 1993, p. 55-74.
- « Un ami de cœur de Marcel Proust : Clément de Maugny (1873-1944) », Bulletin Marcel Proust, 1995, no 45, p. 48-61.
- (en) « The Italian Taste in the time of Louis XVI (1774-1792) », Review of Homosexuality in French History and Culture, edited by Jeffrey Merrick and Michael Sibalis, The Haworth Press, New York, 2001, p. 69-84.
- « Visibilité du libertinage féminin sous Louis XVI », Mémoires libertines, sous la direction d’Anne Richardot, Presses universitaires de Rennes, Paris, 2002.
- « Une humaniste au XVIIIe siècle : Olympe de Gouges », 1789-1799 : combats de femmes. Les révolutionnaires excluent les citoyennes, Évelyne Morin-Rotureau (dir), Paris, Éditions Autrement, 2003, p. 14-34.
- Cercles politiques et salons du début de la Révolution (1789-1793), t. no 2, p. 63-92, Paris, Annales historiques de la Révolution française, 2006 (lire en ligne).

### Débat
- Tribunal de grande instance de Paris, bicentenaire de la Révolution (…) débat du 29 juin 1989 sur le Tribunal révolutionnaire avec MM. Olivier Blanc, Jean-Denis Bredin, Jean-François Fayard et Luc Willette, brochure réalisée par le service administratif du TGI de Paris, Paris, 1989.